# Yakh Kesh
Yakh Kesh (persiska: يَخ كِش, يَخ كَش) är en ort i Iran.   Den ligger i provinsen Mazandaran, i den norra delen av landet, 230 km nordost om huvudstaden Teheran. Yakh Kesh ligger 1 079 meter över havet och antalet invånare är 658.
Terrängen runt Yakh Kesh är varierad. Runt Yakh Kesh är det ganska tätbefolkat, med 72 invånare per kvadratkilometer. Närmaste större samhälle är Behshahr, 18,8 km väster om Yakh Kesh. I omgivningarna runt Yakh Kesh växer i huvudsak blandskog.